# Claudia Peña Claros
Claudia Stacy Peña Claros (Santa Cruz de la Sierra, Bolivia; 15 de diciembre de 1970) es una poetisa, cuentista e investigadora social boliviana. Fue ministra de autonomías de su país durante el gobierno de Evo Morales.

## Obras[2]
- Ser cruceño en octubre. Aproximación al proceso de construcción de la identidad cruceña a partir de la crisis de octubre de 2003 (con Nelson Jordán, 2006)
- Poder y élites en Santa Cruz (junto a Fernando Prado y Susana Seleme, 2007)
- Inútil ardor (poemas, con dibujos de Valia Carvalho, 2005)
- Con el cielo a mis espaldas (poemas, con dibujos de Valia Carvalho, 2007)
- El evangelio según Paulina (cuentos, 2003)
- Que mamá no nos vea (cuentos, 2006)